# Erica Elizabeth Wiebe
Erica Elizabeth Wiebe (Stittsville, 1989. június 13. –) kanadai női szabadfogású birkózó. A 2018-as birkózó-világbajnokságon a női szabadfogás 76 kg-os súlycsoportjában bronzérmes lett. A 2016. évi nyári olimpiai játékokon aranyérmet nyert a női szabadfogású birkózásban, 75 kg-ban. A Nemzetközösségi Játékokon kétszeres aranyérmes, a Nemzetközösségi Bajnokságon egy arany és egy bronzérem birtokosa. A 2013-as Pánamerikai Bajnokságon bronzérmet szerzett női szabadfogásban, 72 kg-os súlycsoportban.

## Sportpályafutása
A 2018-as birkózó-világbajnokságon a 76 kg-osok súlycsoportjában a bronzmérkőzés során az észt Epp Mäe volt az ellenfele. A mérkőzést 4–0-ra nyerte.